# Weston, Staffordshire
Weston är en ort och civil parish i Storbritannien.   Den ligger i grevskapet Staffordshire och riksdelen England, i den södra delen av landet, 190 km nordväst om huvudstaden London. Weston ligger 78 meter över havet och antalet invånare är 965.
Terrängen runt Weston är huvudsakligen platt. Weston ligger nere i en dal. Runt Weston är det tätbefolkat, med 982 invånare per kvadratkilometer. Närmaste större samhälle är Stafford, 6,4 km sydväst om Weston. I omgivningarna runt Weston växer i huvudsak blandskog.